# Leuwinaggung
Leuwinaggung is een bestuurslaag in het regentschap Depok van de provincie West-Java, Indonesië. Leuwinaggung telt 11.541 inwoners (volkstelling 2010).